# Гамский, Иосиф
Иосиф Гамский (род. 20 октября 1949, Львов) — советский легкоатлет, специалист по метанию молота. Выступал за сборную СССР по лёгкой атлетике в начале 1970-х годов, серебряный призёр Спартакиады народов СССР, победитель матчевой встречи со сборной ФРГ, бывший обладатель всесоюзного рекорда, участник летних Олимпийских игр в Мюнхене.

## Биография
Иосиф Гамский родился 20 октября 1949 года в городе Львове Украинской ССР.
Занимался лёгкой атлетикой в местной секции, проходил подготовку под руководством известного львовского специалиста, заслуженного тренера Украины Евгения Васильевича Сюча. Выступал за Вооружённые Силы. Окончил Львовский государственный институт физической культуры, где обучался на кафедре лёгкой атлетики.
Первого серьёзного успеха на всесоюзном уровне добился в сезоне 1971 года на чемпионате страны в рамках V летней Спартакиады народов СССР в Москве. Используя нехарактерную для того времени технику метания молота с четырёх поворотов, показал результат 70,04 метра и занял второе место, уступив 80 см титулованному минчанину Ромуальду Климу. Позднее с всесоюзным рекордом 75,78 победил в матчевой встрече со сборной ФРГ в Киеве и тем самым вошёл в число сильнейших метателей молота в этом сезоне.
В журнале «Лёгкая атлетика» номере за февраль 1972 года вышла большая статья за авторством заслуженного мастера спорта М. П. Кривоносова с кинограммой и подробным разбором техники Гамского.
Благодаря череде удачных выступлений Иосиф Гамский удостоился права защищать честь страны на летних Олимпийских играх 1972 года в Мюнхене — в финале метнул молот на 66,26 метра, расположившись в итоговом протоколе соревнований на 18-й строке.
Впоследствии оставался действующим спортсменом вплоть до 1979 года, хотя в последнее время уже не показывал сколько-нибудь значимых результатов на международной арене.